# 俄罗斯自由与正义党
俄罗斯自由与正义党（羅馬化：Rossiyskaya partiya svobody i spravedlivosti）是俄罗斯的一个社会民主主义政党。该党于2012年4月8日向俄罗斯当局注册，当时取名为社会正义共产党。2021年3月28日，改用现名。该党的创始人是安德烈·博格丹诺夫（原为保守主义政党俄罗斯民主党的领袖），前第一书记是安德烈·勃列日涅夫（原苏联最高领导人列昂尼德·勃列日涅夫的孙子）。该党的总部位于莫斯科。
俄罗斯联邦共产党认为社会正义共产党的成立是俄罗斯当局试图分散俄共选票的一个阴谋。